# Myolepta nigritarsis
Myolepta nigritarsis är en tvåvingeart som beskrevs av Ernest F. Coe 1957. Myolepta nigritarsis ingår i släktet parkblomflugor, och familjen blomflugor.
Artens utbredningsområde är Nordmakedonien. Inga underarter finns listade i Catalogue of Life.